# Донакона (Квебек)
Донакона (фр. Donnacona) је град у Канади у покрајини Квебек. Према резултатима пописа 2011. у граду је живело 6.283 становника.

## Становништво
Према резултатима пописа становништва из 2011. у граду је живело 6.283 становника, што је за 12,9% више у односу на попис из 2006. када је регистровано 5.564 житеља.
| 2006. | 2011. | 2016. |
| ----- | ----- | ----- |
| 5.564 | 6.283 | 7.200 |